# 三曾里遗址
31°15′24″N 121°28′09″E / 31.25659°N 121.46913°E
三曾里遗址，又称中共三大后中央局机关三曾里遗址，是一个历史上曾经存在的建筑遗址，位于现上海市闸北区宝山路街道临山路202号-204号（原香山路三曾里）。2014年4月4日，此遗址并定为第八批上海市文物保护单位。

## 沿革
1923年，中国共产党第三次全国代表大会在广州召开，并决定将中央局机关迁至上海。1923年，中央执行委员、农工部部长王荷波在上海三曾里租了一幢两层楼的石库门房子，作为中共中央机关的秘密办公场所。1923年7月至9月，中央局成员陈独秀、毛泽东、蔡和森、罗章龙等先后到上海。毛泽东、杨开慧夫妇曾住在一楼前厢房，蔡和森、向警予夫妇住后厢房，罗章龙住楼上；中共中央开会办公均在楼上。三家人对外宣称是王氏兄弟，向警予是户主，门外挂关捐行招牌作为掩护。三曾里地处华界，与上海公共租界毗邻，选址是考虑到在紧急情况下机关转移。1924年6-7月期间，三户人家先后搬走（毛泽东迁居到租界慕尔鸣路甲秀里，即今威海路583弄7号）。
1932年淞沪战役中，建筑物遭到侵华日军摧毁。2006年12月，闸北区人民政府公布为闸北区纪念地。2011年6月，闸北区人民政府、上海市文物局设立“中共三大后中央局机关三曾里遗址纪念”地标。2014年4月4日，此遗址并定为第八批上海市文物保护单位。